# Chrysopa chemoensis
Chrysopa chemoensis är en insektsart som först beskrevs av Navás 1936.  Chrysopa chemoensis ingår i släktet Chrysopa och familjen guldögonsländor. Inga underarter finns listade i Catalogue of Life.